# Johanna Crivelli
Johanna Crivelli (1937) is een Zwitserse dichteres.

## Biografie
Johanna Crivelli was actief als tweetalige dichteres en schreef zowel in het Frans als in het Duits. Haar bekendste dichtbundels zijn Poésie bilingues uit 1975, Peut-être uit 1980 en Château de sable uit 1985.
Ze woont in Yverdon-les-Bains.

## Werken
- (fr)  Poésie bilingues, 1975.
- (fr)  Peut-être, 1980.
- (fr)  Château de sable, 1985.

- International Standard Name Identifier: 0000 0000 8011 4286
- Library of Congress Control Number: n78077570
- Virtual International Authority File: 105932810
- WorldCat: E39PBJv4qD76Xp4b4C6rWFGfv3